# 貴志川郵便局
貴志川郵便局（きしがわゆうびんきょく）は、和歌山県紀の川市にある郵便局。民営化前の分類では集配特定郵便局であった。

## 概要
住所：〒640-0499 和歌山県紀の川市貴志川町神戸430-1

## 沿革
- 1904年（明治37年）3月15日 - 井ノ口（いのくち）郵便受取所として開設[1]。
- 1905年（明治38年）4月1日 - 井ノ口郵便局（三等）となる。
- 1967年（昭和42年）7月1日 - 丸栖郵便局から集配業務を移管[2]。
- 1972年（昭和47年）8月23日 - 電話交換業務を岩出電報電話局に移管。
- 1982年（昭和57年）3月23日 - 局舎を新築するとともに、貴志川郵便局に改称。
- 2007年（平成19年）10月1日 - 民営化に伴い、併設された郵便事業岩出支店貴志川集配センターに一部業務を移管。
- 2012年（平成24年）10月1日 - 日本郵便株式会社発足に伴い、郵便事業岩出支店貴志川集配センターを貴志川郵便局に統合。

## 取扱内容
- 郵便、印紙、ゆうパック、内容証明
- 貯金、為替、振替、振込、国際送金、国債
- 生命保険、バイク自賠責保険
- ゆうちょ銀行ATM
- 郵便番号640-04xx地域の集配業務(紀の川市一部域（旧貴志川町域)と海南市一部域）

## 風景印
- 図案は貴志川に浮かぶ屋形船とほたる。局名表示は「和歌山貴志川」
- 使用開始日は1997年（平成9年）11月1日

## 周辺
- 紀の川市役所貴志川支所
- 紀の川市立中貴志小学校
- 貴志川

## アクセス
- 和歌山電鐵貴志川線 貴志駅から北へ600m（徒歩約12分）
- 紀の川コミュニティバス 神戸停留所下車
- 紀の川市地域巡回バス（貴志川路線） 紀陽銀行前停留所下車
- 阪和自動車道 和歌山ICから南東へ約13km
- 和歌山県道10号岩出野上線沿い
- 駐車場あり：10台